# سی‌اچ-۳۰۰ پکمیکر
سی‌اچ-۳۰۰ پکمیکر (به انگلیسی: Bellanca_CH-300_Pacemaker) یک هواگرد ملخ‌پیشین تک‌موتوره از نوع ترابری غیرنظامی ساخت شرکت Bellanca است. هواگرد سی‌اچ-۳۰۰ پکمیکر نخستین پروازش را در ۱۹۲۹ میلادی انجام داد. در مجموع، تعداد 35 فروند از این هواگرد ساخته شده‌است.